# Февральск
Февра́льск — рабочий посёлок в Селемджинском районе Амурской области, административный центр муниципального образования Рабочий посёлок (пгт) Февральск.

## География
Расположен на Селемджинском тракте, между реками Селемджа и Бысса.

## История
Возник в 1974 году близ села Февральское (основано в феврале 1896 г.) во время строительства Байкало-Амурской магистрали. Решением исполкома Амурского областного Совета народных депутатов от 4 января 1982 года посёлок Февральск отнесён к категории рабочих посёлков.

## Население
| 1989  | 2002  | 2009  | 2010  | 2011  | 2012  | 2013  |
| ----- | ----- | ----- | ----- | ----- | ----- | ----- |
| 8816  | ↘4690 | ↗4863 | ↗5128 | ↗5137 | ↘5104 | ↘5029 |
| 2014  | 2015  | 2016  | 2017  | 2018  | 2019  | 2020  |
| ↘4945 | ↘4840 | ↗4846 | ↘4782 | ↘4731 | ↗4944 | ↘4560 |
| 2021  | 2023  |       |       |       |       |       |
| ↘3678 | ↘3495 |       |       |       |       |       |

По переписи 2002 года в посёлке проживало 4690 человек, из них 2333 мужчины и 2357 женщин.

## Экономика

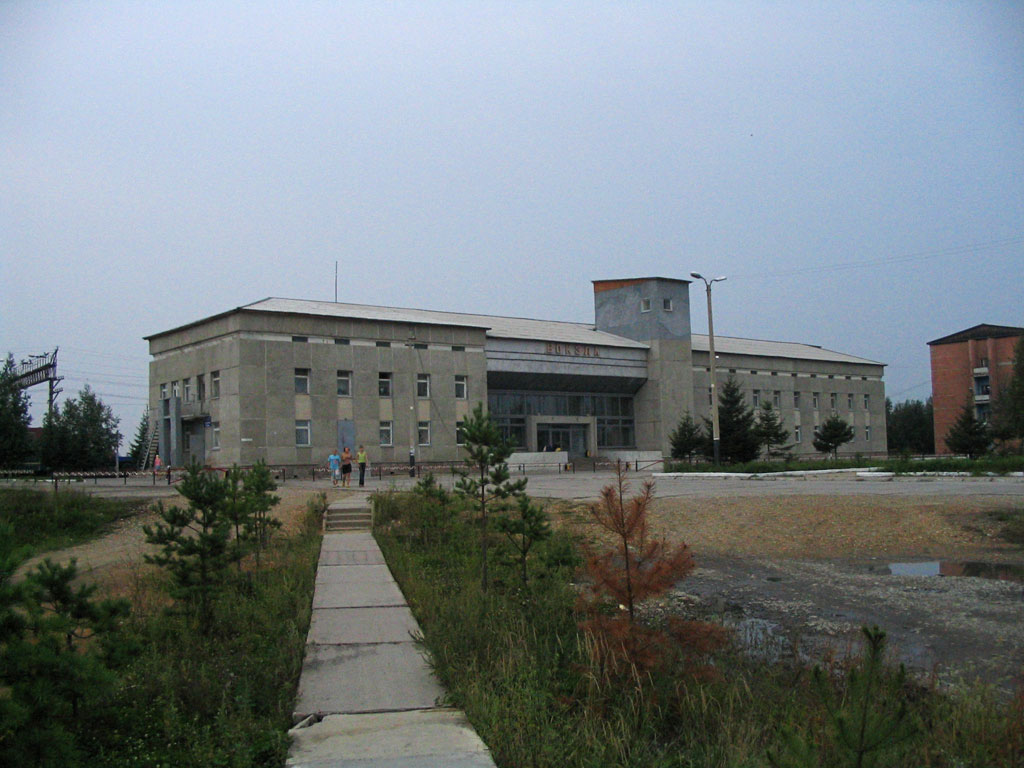
Вокзал станции Февральск

В посёлке работают организации по заготовке и переработке леса (компании «Февральск-лес», «Ли Чан Ли» и прочие), 22 пилорамы, метеостанция, три котельных; более 60 торговых предприятий. В посёлке имеется сотовая связь, кабельное телевидение, 2 интернет-провайдера.
Крупная станция Февральск Тындинского региона Дальневосточной железной дороги (с 1997 года). Здесь базируются дистанция пути, оборотное локомотивное депо, участки дистанции связи и энергоснабжения, Февральская дистанция СЦБ.
Будущее посёлка связано с железной дорогой, а также с заготовкой леса и добычей ископаемых на территории Селемджинского района. Существуют планы по строительству железнодорожной ветки длиной 144 км до Огоджинского угольного месторождения.

## Транспорт
Железнодорожная станция на Байкало-Амурской магистрали.
Через посёлок проходит автодорога от города Свободного на юго-западе до Экимчана на северо-востоке, отсутствует автобусное сообщение с Белогорском.

## Культура
В Февральске работают школа, больница, две библиотеки (одна школьная, одна городская), детская музыкальная и спортивная школы, дом культуры.